# Erminio Giudici
Erminio Giudici (* 14. Dezember 1919 in Giornico; † 11. März 2023 in Bellinzona) war ein Schweizer Offizier, Instruktionsoffizier der Infanterie, Oberbefehlshaber der Grenzbrigade 9 und der Zona Territoriale 9, Turner, Schiessmeister, Militärhistoriker und von 1965 bis 1972 Präsident der Società Federale di Giannastica SFGB-SFG Bellinzona.

## Leben
Giudici wuchs im Stadtteil San Giovanni in Bellinzona auf. 1928 besuchte er deutsche Schulen. Nach der Matura im Collegio Papio in Ascona zog er in die deutschsprachige Schweiz und studierte Mathematik, um die Zulassung zur ETH Zürich zu erhalten. 1939 nahm er als Rekrut der Infanterie an der ersten Mobilmachung teil. Am 5. Mai 1940 wurde er bei der zweiten Mobilmachung in die Füsilierkompanie II/297 eingeteilt. Ende Juni wurde die Einheit umstrukturiert und er kam zur Kompanie III/96.
Im Januar 1942 bestand er trotz Militärdienst seine ersten Prüfungen am Polytechnikum und holte die beiden fehlenden Semester
bis zur Abschlussprüfung nach. Er beendete die Diplomarbeit im Mai–Juli 1945. Dann diente er in der Grenzkompanie 1/219, genannt Camosci (Gämsen), im Val Bedretto unter dem Kommando von Hauptmann Ganser. 1946 entschied er sich, Ausbilder zu werden und wurde Kompaniechef der Infanterie-Rekrutenschule in Colombier. 1947 war er Ausbilder an der Grenadierschule in Losone und 1949 übernahm er das Kommando über die Kompanie Gebirgsschützenkompanie III/96. Von 1952 bis 1956 besuchte er Kurse des Generalstabs und im Herbst 1956 die italienische Scuola di guerra dell’Esercito in Civitavecchia. Im Jahr 1957 wurde er Kommandant des eben gegründeten Radfahrerbataillons 9.
1963 kommandierte er das Infanterieregiment 63 und war gleichzeitig von 1964 bis 1966 Kommandant der Grenadierschulen in Losone. Von 1967 bis 1969 kommandierte er das Gebirgsinfanterieregiment 30. Bis zu seiner Ernennung zum Brigadekommandant am 1. Januar 1974 war er im Stab der Grenzbrigade 9 tätig. Am 1. Januar 1976 wurde er Kommandant der Zona territoriale 9.
Seit März 1967 war er Chef in der Sektion für Studien und Finanzplanung im Stab der Gruppe für Generalstabsdienste zur Frage einer Schweizer Nuklearbewaffnung. Am 31. Dezember 1981 ging er in den Ruhestand.

### Turnen
- Er begann 1929 im Alter von zehn Jahren als Schüler und war  bis 1956 aktiver Turner bei der Eidgenössischen Turngesellschaft (SFG) in Bellinzona.
- Als aktiver Turner wird er an kantonalen Festen im Tessin, Zürich, Freiburg, Wallis und Waadt ausgezeichnet.
- Von 1954 bis 1956 war er Präsident des Tessiner Kunstturnverbandes.
- Von 1959 bis 1963 war er Präsident des Tessiner Kantonalverbandes für Turnen.
- Von 1965 bis 1972 war er Präsident des Turnvereins Bellinzona. In dieser Zeit förderte er die Renovierung des gleichnamigen Turnvereins.[5]
- Von 1967 bis 1976 war er Mitglied des Zentralkomitees und Vizepräsident des Schweizerischen Turnverbandes.
- Von 1982 bis 1996 war er zunächst Mitglied und dann Vizepräsident des Zentralkomitees des Verbandes für Veteranengymnastik Veteranen.
- Er förderte Tagungen für Schüler und aktive Turnerinnen und Turner, unterstützte das Tessiner Kantonalturnfest 1986 und wurde 1994 Vorsitzender des Organisationskomitees für das 125-jährige Bestehen des Tessiner Kantonalturnverbandes.

### Schiessen
- Giudici gewann 4 kantonale Meisterschaften im Kleinkaliberschiessen und 26 Meisterschaften auf 300 Meter.
- 1969 wurde er mit dem Preis für den besten Sportler Bellinzonas ausgezeichnet.
- Von 1960 bis 1981 war er neunmal Tessiner Meister.
- Von 1975 bis 1976 war er Präsident der Schweizerischen Vereinigung der Matcheure.

### Skilanglauf
Er betätigte sich auch als Langläufer und nahm von 1973 bis 1987 an allen Läufen des Engadin-Marathons und an internationalen Rennen wie der Marcialonga teil. Er präsidierte die Kommission Sport und Umwelt des Schweizerischen Sportverbandes (heute Swiss Olympic). Erminio Giudici nahm bis zuletzt regelmässig an den Treffen des Rotary Clubs Bellinzona teil: Nur in der Mittagspause. Abends finde ich es etwas schwierig. Im Jahr 2014 verfasste er eine Studie über die Ursprünge des Vereins Bellinzona mit dem Titel Woher kommen wir?

## Werke
- Il cinquantesimo della mobilitazione del 1939. mit anderen Autoren, Bibliothek am Guisanplatz, Bern 1989.
- Breve storia dei fortini di Gola di Lago.[6]